# Fusil IMBEL IA2
El fusil de asalto Imbel IA2, es diseñado y construido en Brasil por IMBEL, está diseñado para reemplazar al FAL, M16A2 y HK33 actualmente en servicio con las Fuerzas armadas brasileñas.

## Historia
El IA2 fue creado por el teniente coronel Paulo Augusto Capetti Rodrigues Porto de la Industria Armamentística Brasileña (IMBEL), para reemplazar al FN FAL y sus variantes en los rangos del Ejército brasileño. Después de que el Ejército se dio cuenta de que IMBEL MD-97 no podía cumplir con los requisitos básicos para reemplazar el FAL, IMBEL comenzó a modernizar el proyecto MD-97, pero la simple modernización del proyecto, que utilizó muchas piezas del FAL, no fue suficiente para satisfacer las necesidades del Ejército.

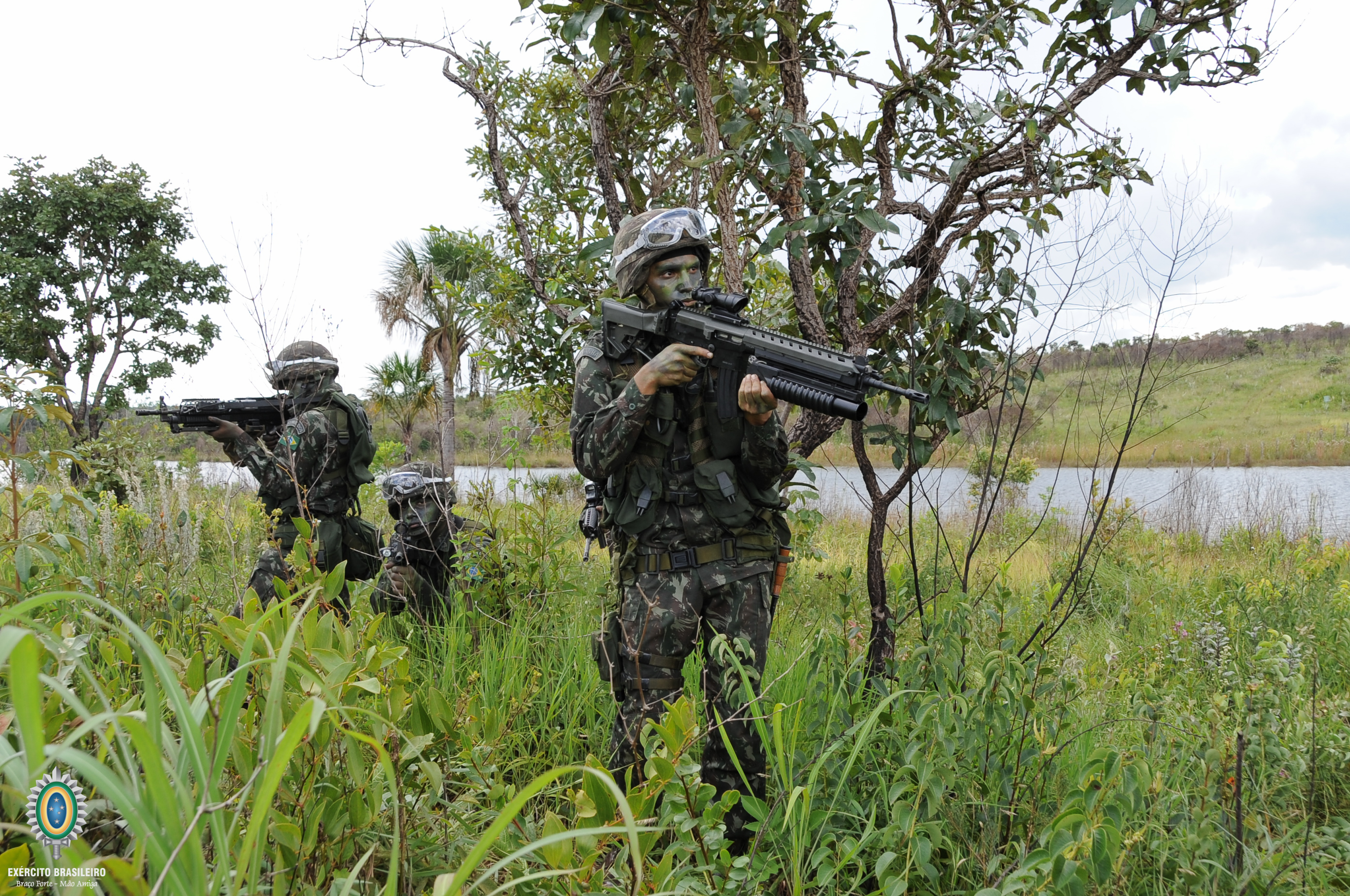
Fuerzas especiales con fusiles Imbel IA2 5.56mm

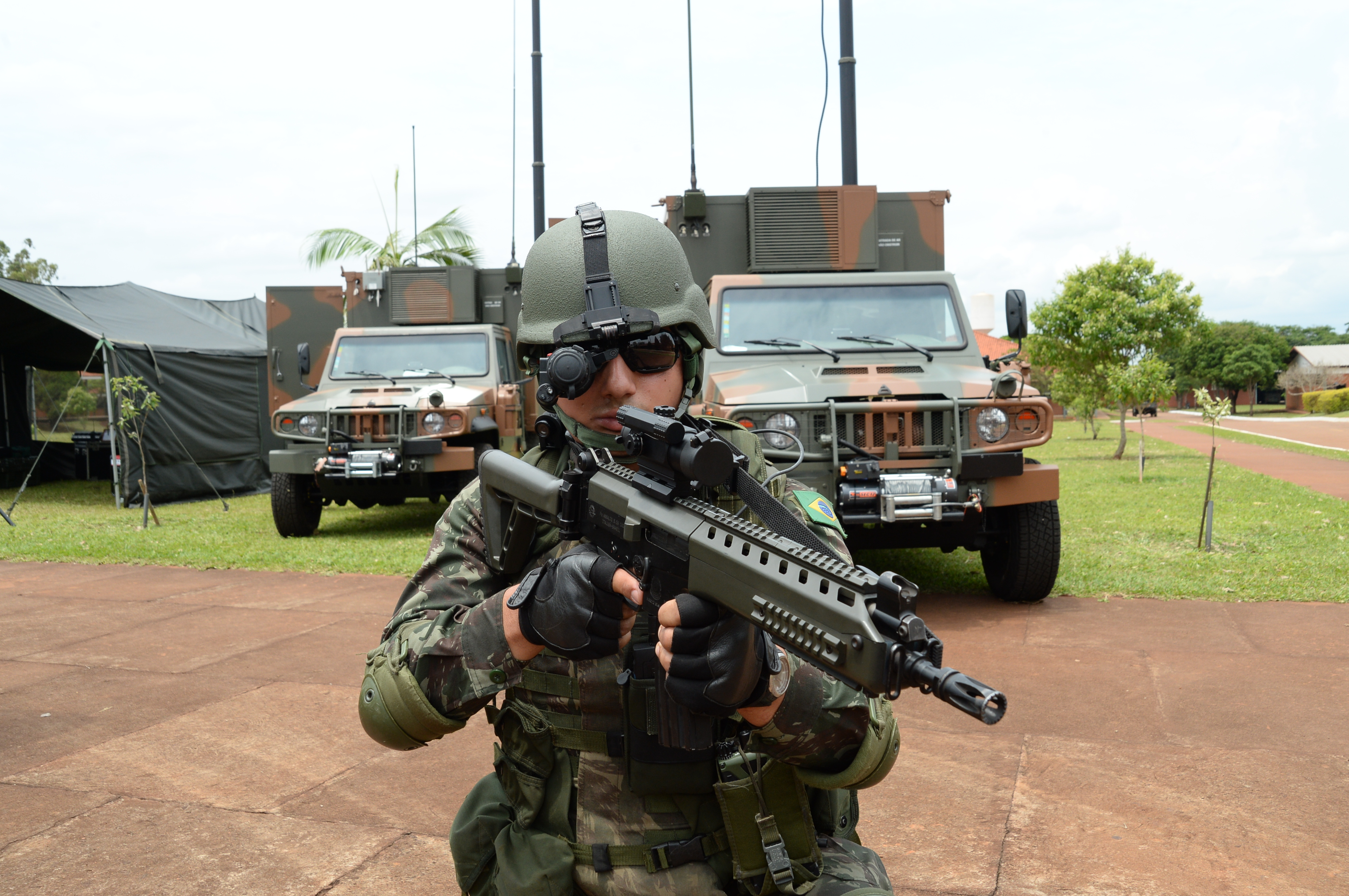
Soldado de la Brigada de Frontera que posa con un IA2

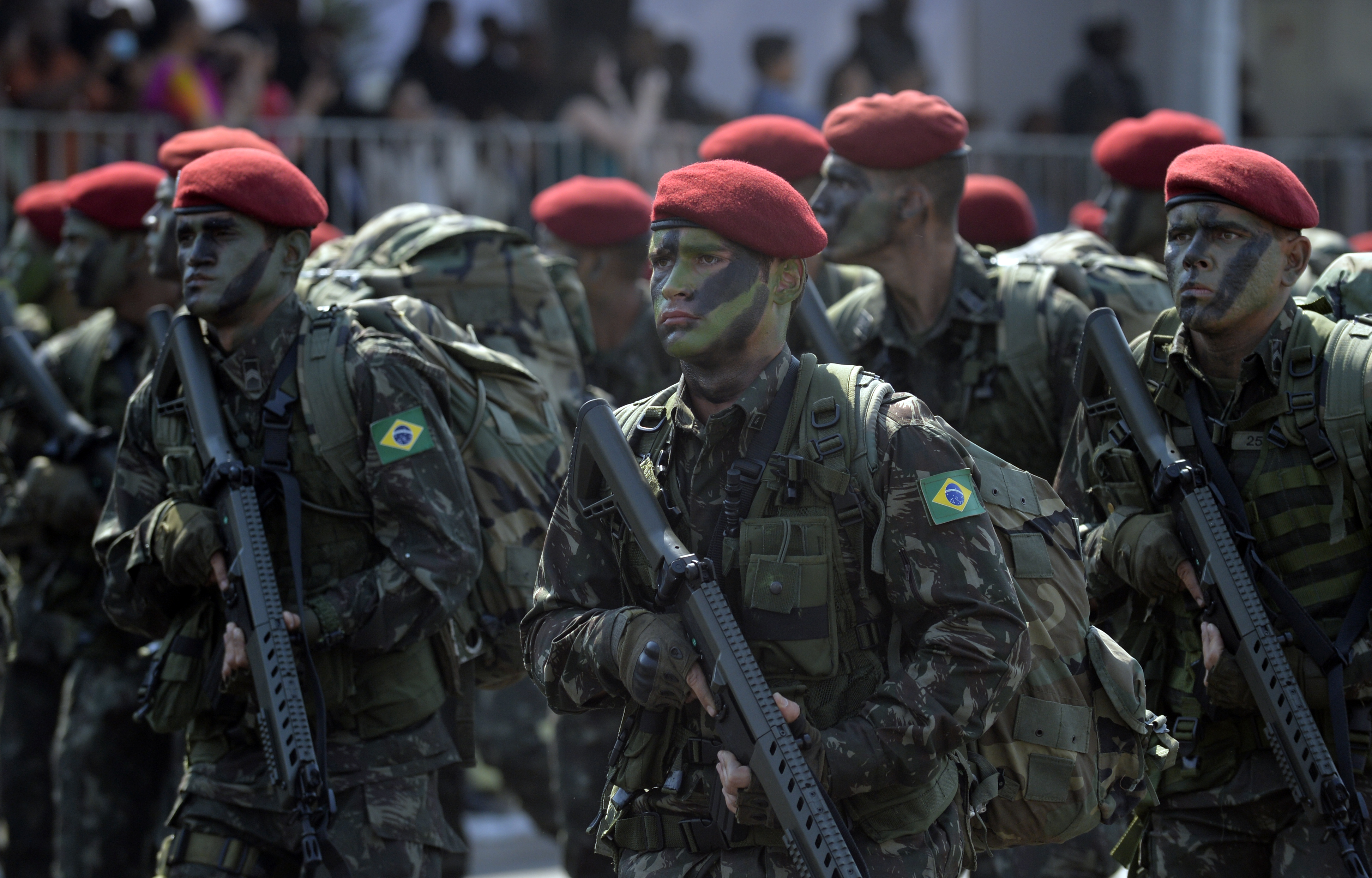
Brigada de paracaidistas con fusiles Imbel IA2

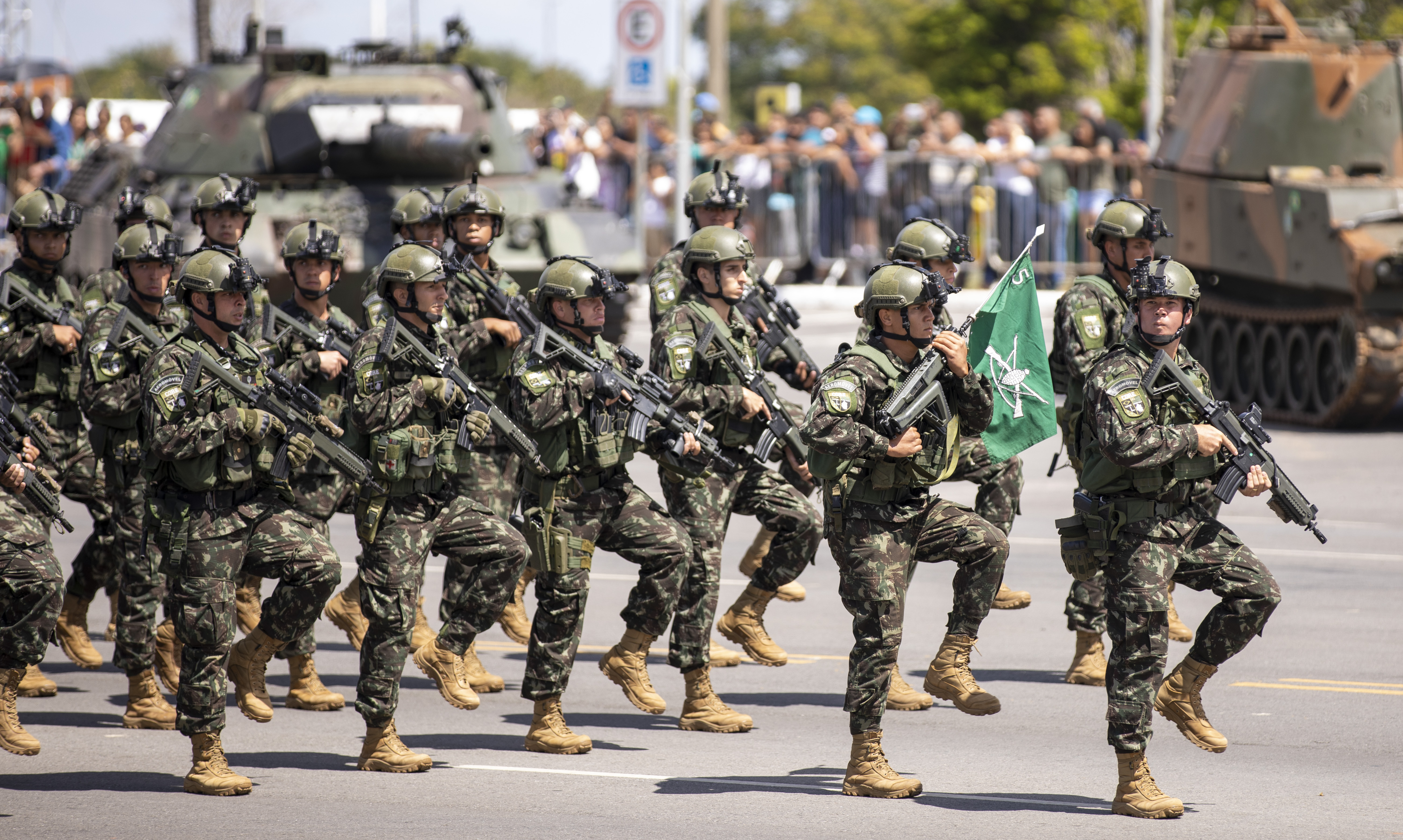
Tropas armadas con el fusil IA2 5.56

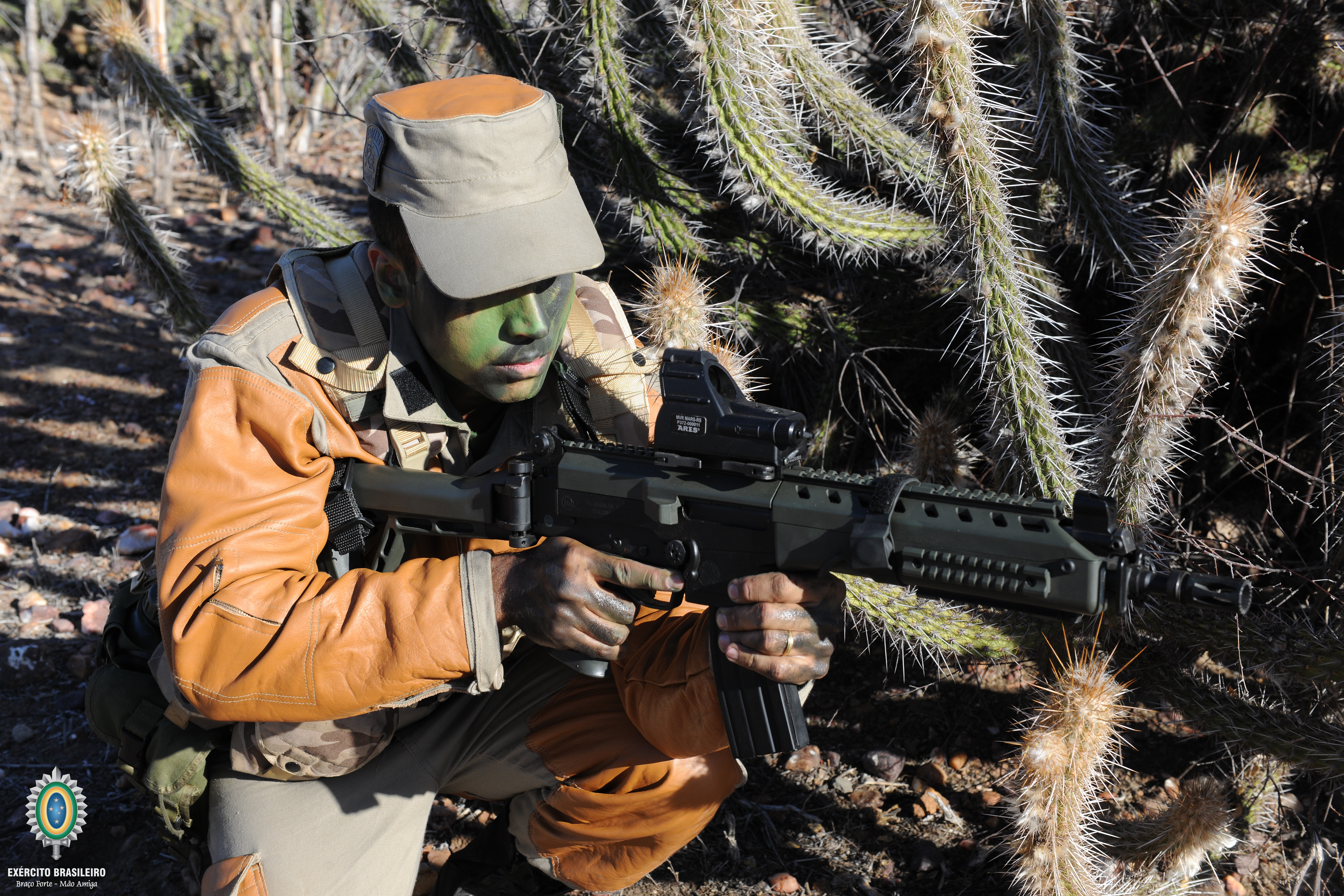
Soldado de Caatinga con fusil Imbel IA2 equipado con visor de punto rojo

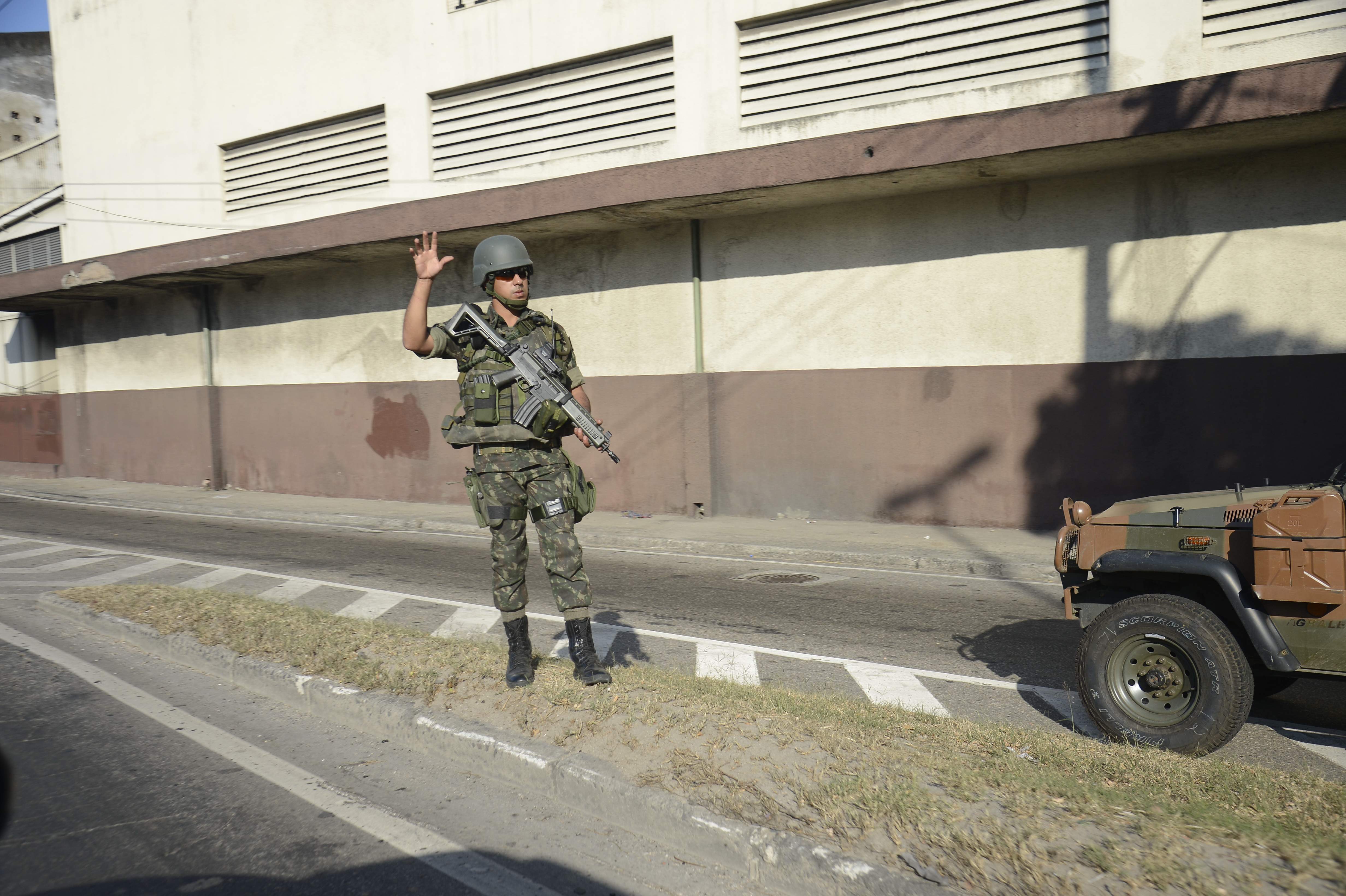
Soldado com fusil Imbel IA2 equipado con visor de punto rojo

Con esto, en 2012 se inició el proyecto de un arma totalmente nueva, inicialmente denominada MD-97 Mk.II, aunque no se trata de una simple modernización del MD-97, sino de un rifle totalmente nuevo. Fue inaugurado en 2010, cuando comenzó a ser probado en el Centro de Evaluaciones del Ejército (CAEx), en el campo de pruebas de Marambaia, Río de Janeiro. En 2012, el Ejército encargó el pedido inicial de 1.500 rifles IA-2, en el modelo 5,56 × 45 mm OTAN y 7,62 × 51 mm OTAN, para ser distribuidos para pruebas entre diversas unidades del Ejército, como la Brigada de Operaciones Especiales, el Paracaídas. Brigada de Infantería y Brigadas de Infantería de Selva.
El producto final realizó más de 70 mil disparos, ensayos de resistencia, sometidos a arena, polvo, altas y bajas temperaturas, así como inmersión en agua, seguidos de disparos. El desempeño en pruebas en ambiente selvático demostró su confiabilidad, así como su tiempo de ejecución de 15 segundos después de la inmersión, también se probó su desempeño en paracaidismo, caatinga y operaciones especiales.
A partir de 2012 se realizaron pruebas para la evaluación operativa de 20 fusiles en la Infantería de Marina Brasileña a través de COMANF, el Batallón de Operaciones Fluviales y el 3er Batallón de Infantería de Infantería de Marina, bajo la coordinación de la Junta de Sistemas de Armas de la Armada (DSAM) y el Comando de Equipo de la Infantería de Marina (CMatFN). Se evaluó el desempeño del rifle en condiciones operativas, donde se verificó, por ejemplo, su compatibilidad con los equipos individuales de los militares y su resistencia a impactos y contacto con arena, agua o barro.
En diciembre de 2013, el ejército brasileño hizo un pedido de 20.000 rifles a 5,56. En 2016, se anunció que CAEx probaría cinco prototipos de la versión Fz 7.62.

## Diseño
El IA2 está disponible en 2 calibres: 5.56×45mm OTAN  y 7.62×51mm OTAN. No es un Sistema de Arma Modular como el Colt CM901, Remington ACR, CZ 805, o el Beretta ARX-160. 
La variante 7.62 todavía usa el sistema operativo del FAL (cerrojo basculante) frente al cerrojo giratorio del 5.56. El IA2 hace un uso extensivo de polímeros y cuenta con una manija de amartillado no reciprocante en el lado izquierdo del receptor. La variante 5.56 acepta un  cargador STANAG, mientras que el 7.62 acepta cargadores FAL. El sistema de gas del IA2 se puede ajustar manualmente.
Gracias al integrado de ríeles Picatinny el IA2 admite una amplia gama de equipos y accesorios como visores, linternas, lanzagranadas, láseres, etc.

## Variantes
| IA2                  | IA2                | IA2                        | IA2                       | IA2     | IA2                             |
| Nombre               | Longitud del cañón | Longitud (stock extendido) | Longitud (stock retraído) | Peso    | Notas                           |
| -------------------- | ------------------ | -------------------------- | ------------------------- | ------- | ------------------------------- |
| Fusil de Asalto 5,56 | 350 mm             | 850 mm                     | 600 mm                    | 3,38 kg | Cargador capacidad de 30 rondas |
| Carabina 5,56        | 350 mm             | 850 mm                     | 600 mm                    | 3,38 kg | Cargador capacidad de 30 rondas |
| Fusil de Asalto 7,62 | 389 mm             | 920 mm                     | 670 mm                    | 4,03 kg | Cargador capacidad de 20 rondas |
| Carabina 7,62        | 265 mm             | 800 mm                     | 550 mm                    | 3,76 kg | Cargador capacidad de 20 rondas |

## Usuarios
Brasil

## En cultura

### Juegos electrónicos
- En Call of Duty: Ghosts, el IA2 7.62 está en la categoría de Tirador Designado, con una tasa de 545 disparos por minuto y un cargador con una capacidad de 18 cartuchos.
- En Warface, el IA2 es un arma GP disponible para la clase Marine.

### Películas
- El IA2 hace una breve aparición de merchandising en Tropa de Élite 2, siendo operado por el Capitán Nascimento durante la escena en la que es emboscado.